# Pseudologie
Pseudologie (von altgriechisch ψεῦδος pseudos ‚falsch‘ und -logie) oder Mythomanie ist ein Konzept, welches das Verhalten von Personen beschreibt, die wiederholt oder sogar zwanghaft lügen. Obwohl Pseudologie als Symptom anerkannt ist, herrscht keine Einigkeit darüber, ob es auch die Kriterien einer eigenständigen psychischen Störung erfüllt.

## Begriffsgeschichte
Mit dem Begriff Pseudologia phantastica („Lügensucht“) bezeichnet die Psychiatrie seit Anton Delbrück (1891) den Drang zum krankhaften Lügen und Übertreiben. Häufiger wird heute der Begriff pathologisches Lügen verwendet. Eine besondere Form der Pseudologia phantastica stellt das Münchhausen-Syndrom dar, bei dem der Patient körperliche Beschwerden erfindet und durch Lügen untermauert, um Aufmerksamkeit zu bekommen. In der modernen psychiatrischen Klassifikation wird diese Störung unter „andere Persönlichkeits- und Verhaltensstörungen/artifizielle Störung“ (ICD-10: F68.1) eingeordnet. In Abgrenzung zum Wahnhaften im Rahmen von Psychosen oder anhaltend wahnhaften Störungen (ICD-10: F20, F22) kann der Pseudologe seine Überzeugung im Licht der Realität revidieren. Jedoch hält die Störung vergleichbar der Kategorie F22 lange an, ohne dass sie von Phasen der Normalität unterbrochen wird. Es finden sich in der Regel keine aktuellen äußeren Anlässe für das Verhalten (wie z. B. bei sogenannten „Notlügen“), so dass ein innerer Anlass als Ursache angenommen werden kann.
Heinz Kohut (1971) lieferte einen tiefenpsychologischen Beitrag zum Verständnis dieser Neigung zur Unwahrheit. Er unterscheidet Lügen, die auf dem Boden einer unzureichenden Verinnerlichung der normgebenden Eltern im Rahmen des Ödipuskomplexes entstanden und daher psychotherapeutisch besser zugänglich seien, von Lügen als Folge einer frühkindlichen Verwahrlosung. Menschen, die schon in der Säuglingszeit auf idealisierbare Eltern hätten verzichten müssen, ersetzten diesen Verlust durch die Phantasie der eigenen Allmacht (Größen-Selbst). Die zur Schau gestellte Verachtung für alle Werte und Ideale diene der Abwehr und Verleugnung einer Sehnsucht nach einer idealisierbaren Elternfigur bzw. der Neigung, idealisierende Übertragungen herzustellen. Die Gefahr, die von diesen Übertragungen ausgehe, sei die einer traumatischen Zurückweisung durch das idealisierte Objekt, mit der Folge unerträglicher narzisstischer Spannung und schmerzhafter Beschämung und Hypochondrie. Der Stolz dieser Patienten auf die Geschicklichkeit, mit der sie rücksichtslos ihre Umwelt manipulieren, diene zusätzlich dazu, zu verhindern, dass Leere und Mangel an Selbstwertgefühl an die Stelle der fortwährend kriminellen Aktivität des Größen-Selbst, in Wort oder Tat, treten.
Der Kriminologe Hans von Hentig (1924) beschrieb in seiner Studie über den Cäsarenwahnsinn des Kaisers Tiberius die Pseudologie als ein pathologisches Mittel zur Anpassung an das jeweilige soziale Milieu. «Pseudologie kann ihn zum gerissenen Diplomaten machen, antisoziale Tendenzen können sich als Ordnungssinn, Gerechtigkeitsfanatismus, religiöse Orthodoxie, Sittlichkeitsstrenge, Kriegslust auswirken.»